# Josephine Abaijah
Dame Josephine Abaijah, née sur l'île de Misima en 1944,, est une femme politique papou-néo-guinéenne.

## Biographie

### Origines
Issue d'une famille de dix-sept enfants, elle est scolarisée dans une école publique locale durant l'ère coloniale australienne. Elle est la seule fille dans sa classe en école primaire. Son enseignement secondaire se déroule dans le Queensland, et elle étudie ensuite à l'École de médecine de Papouasie avant de compléter ses études à l'université de Londres, dont elle sort avec un diplôme en enseignement de la santé,. De retour en Papouasie-Nouvelle-Guinée, elle devient proviseure du nouvel Institut d'Éducation à la Santé à Port-Moresby,. Dans le même temps, elle est vice-capitaine de l'équipe de netball de Papouasie, après avoir été membre de l'équipe féminine de baseball de Lae, les Black Sox.

### Entrée en politique: nationalisme papouasien
En 1972 se tiennent les troisièmes élections pour la Chambre d'Assemblée de Papouasie et Nouvelle-Guinée, territoire australien issu de l'union de deux territoires. Josephine Abaijah est confortablement élue députée de la Province centrale, obtenant 41 % des voix face à six autres candidats. Seule femme à l'Assemblée, elle est la première femme à y siéger,. Les deux principaux partis lui proposent chacun un ministère, qu'elle refuse, souhaitant être une voix indépendante pour les intérêts de la Papouasie, minoritaire au sein de l'union des deux territoires.
Elle fonde en juin 1973 le parti Papua Besena (« nationalisme papouasien »), pour une autonomie politique de la Papouasie, position qui se heurte à la volonté de l'Australie d'accorder l'indépendance à une Papouasie-Nouvelle-Guinée unifiée. Le ministre-en-chef de Papouasie-Nouvelle-Guinée, Michael Somare, refuse lui aussi catégoriquement l'idée d'une Papouasie autonome ou séparée. Josephine Abaijah encourage néanmoins publiquement un sentiment national proprement papouasien (par opposition à papou-néo-guinéen), et demande bientôt que la Papouasie soit un territoire autonome sous souveraineté australienne au lieu d'être rattachée à une Papouasie-Nouvelle-Guinée indépendante.
Le 16 mars 1975, avec l'appui du conseil municipal de Port-Moresby, elle proclame « symboliquement » l'indépendance du territoire de Papouasie vis à vis de celui de Nouvelle-Guinée. Son « ami et mentor » le docteur Eric Joseph Wright (en) est alors expulsé de la colonie par les autorités australiennes pour l'avoir soutenue,. Dans le même temps, John Momis déclare l'indépendance de l'île de Bougainville, et John Kaputin (en) celle de l'île de Nouvelle-Bretagne, tandis qu'un mouvement séparatiste existe également sur l'île de Manus. Le gouvernement de Michael Somare gère ces mouvements avec tact et diplomatie, leur promettant une dévolution du pouvoir grâce à un système de provinces, ainsi qu'un meilleur financement du développement de leurs territoires. La Papouasie-Nouvelle-Guinée devient indépendante en septembre 1975, conservant l'ensemble de son territoire. Josephine Abaijah, décrite par un journaliste australien comme « minuscule, élégante [et] frappante », y consent, tout en continuant à défendre la primauté des intérêts des Papouasiens.

### Après l'indépendance
Au moment de l'indépendance, Josephine Abaijah devient automatiquement députée du nouveau District de la capitale nationale au nouveau Parlement national. Aux élections législatives de 1977, elle est défiée dans sa circonscription par le vice-Premier ministre sortant Albert Maori Kiki, et le bat confortablement (elle obtient 50 % des voix), toujours comme cheffe et candidate du parti Papua Besena ; le parti obtient cinq sièges au Parlement, remportant toutes les circonscriptions de Port-Moresby et de la Province centrale,,,,.
Battue aux élections de 1982, elle mène à nouveau sans succès le Papua Besena aux élections de 1987, puis se retire un temps de la vie politique,,. Avec 23 % des voix, elle est élue gouverneur de la province de la baie de Milne (sa terre natale), et de ce fait députée de cette province au Parlement national, aux élections de 1997. Les postes de gouverneurs des provinces ayant été introduits en 1997, elle est la première femme à gouverner une des provinces de Papouasie-Nouvelle-Guinée. En janvier 2000, elle est déchue de son poste de gouverneure (et donc également de députée) par un vote de défiance à l'assemblée provinciale. Elle est ensuite très largement battue aux élections de 2002,,,.
En 2005, elle est faite grand compagnon de l'ordre de Logohu, ordre nouvellement créé pour reconnaître le service distingué à la Papouasie-Nouvelle-Guinée ; cela lui confère le titre de « chef ». Elle est la seule femme parmi les sept récipiendaires inauguraux de cette décoration.
En octobre 2022, elle lance une fondation à son propre nom pour soutenir les femmes en politique.